# بليكسة سداسية الأسدية
بليكسة سداسية الأسدية (الاسم العلمي:Blyxa hexandra) هي نوع من النباتات يتبع جنس البليكسة من الفصيلة الحب المائية.